# Tamara Dawidowna Jeligulaschwili
Tamara Dawidowna Jeligulaschwili (russisch Тамара Давидовна Елигулашвили; * 17. Januar 1921 in Charkow; † 23. August 1984 in Kiew) war eine sowjetische Architektin.

## Leben
Jeligulaschwili begann das Studium 1938 am Charkower Ingenieurbau-Institut. Den Abschluss des Studiums dort verhinderte der Deutsch-Sowjetische Krieg. 1945 ging sie nach Kiew, um das Studium an der Architektur-Fakultät des Kiewer Bau-Instituts wiederaufzunehmen. 1948 schloss sie das Studium ab.
Ab Mai 1948 arbeitete Jeligulaschwili  im Kiewer Bauprojektierungsinstitut Kiewski oblprojekt, wo sie Chefprojektarchitektin wurde. 1955 wurde sie Mitglied der Architektenunion der Ukrainischen Sozialistischen Sowjetrepublik. Im November 1966 wechselte sie ins Kiewer Bauprojektierungsinstitut Giprograd und im November 1969 ins Bauprojektierungsinstitut KiewNIIPgradostroitelstwo.
Jeligulaschwilis Tochter Marija Igorjewna Reiter (* 1951) wurde Künstlerin und Architektin.

## Projekte (Auswahl)

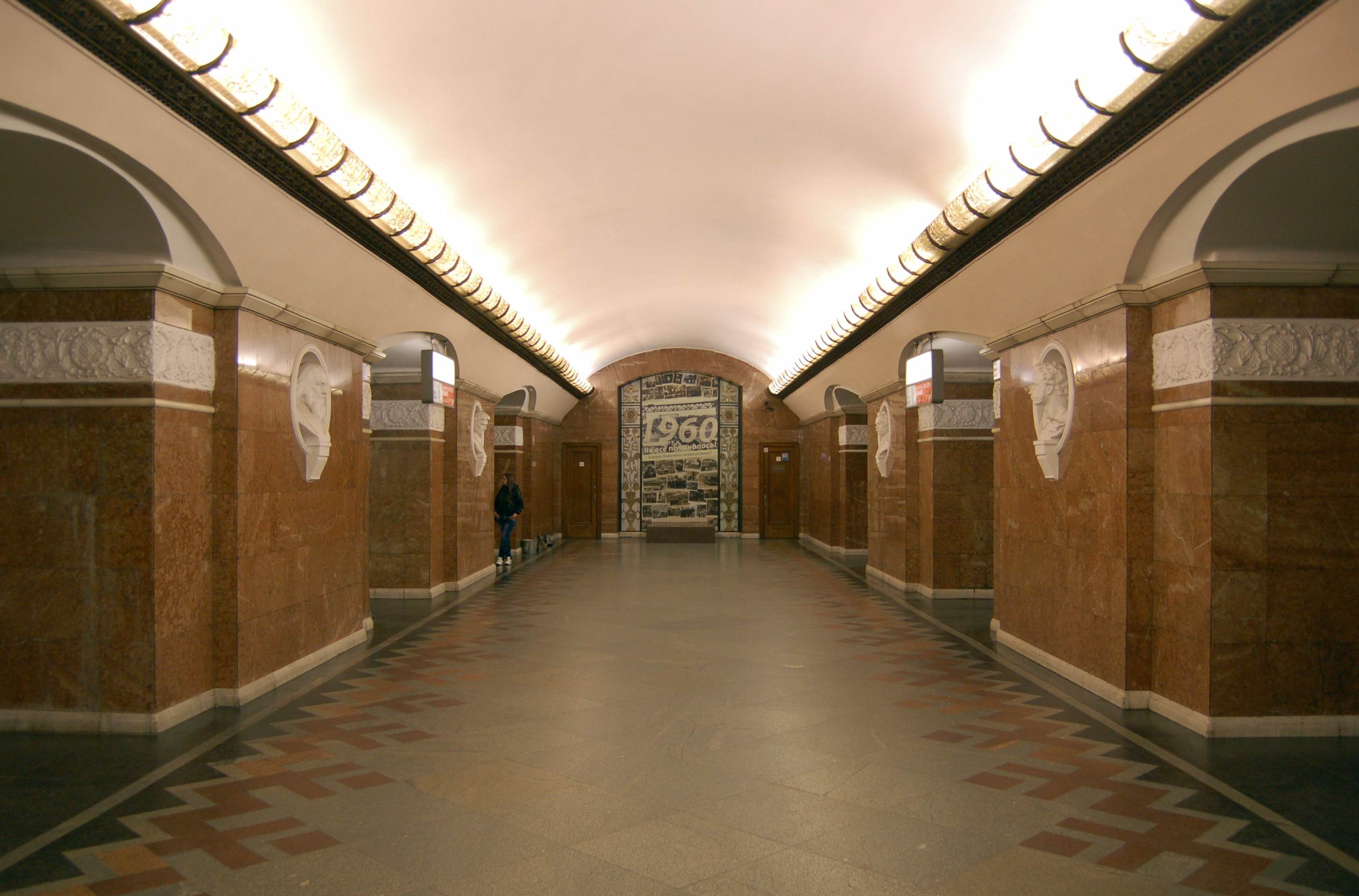
Metro-Station Uniwersytet

- Planung der Siedlungen Butscha (1952) und Worsel (1962)
- Innenraumgestaltung der Bibliothek des Zentralkomitees der Kommunistischen Partei der Ukraine in Kiew (1953 mit L. L. Semenjuk)
- Bebauung des zentralen Platzes in Perejaslaw-Chmelnyzkyj (1954 mit O. S. Losinskaja, L. L. Semenjuk)
- Wohngebäude in Kiew (1956, 1958, 1960)
- Station Uniwersytet der ersten Linie der Metro Kiew (1960 mit O. S. Losinskaja, L. L. Semenjuk, Architektur-Denkmal)[3]
- Gebäude des Kiewer Technikums für städtische Elektromobilität (1962)
- Gebäude an der Autostraße Kiew-Boryspil (1973)
- Generalplan für die Bebauung des 1. und 3. Mikrorajons von Juschne (1974)
- Poliklinik mit 1200 Betten und Therapie- und Chirurgie-Gebäude des Oblast-Krankenhauses in Kiew (1974–1975 mit L. L. Semenjuk)

## Ehrungen, Preise
- Ehrenzeichen der Sowjetunion